# Grand Prix-wegrace van Spanje 1963
De Grand Prix-wegrace van Spanje 1963 was de eerste Grand Prix van het wereldkampioenschap wegrace voor motorfietsen in het seizoen 1963. De races werden verreden op 5 mei op het Circuito de Montjuïc, een stratencircuit bij de berg Montjuïc ten zuidwesten van Barcelona. In deze Grand Prix kwamen de 250cc-, 125cc-, de 50cc- en de zijspanklasse aan de start.

## Algemeen
De Spaanse Grand Prix was nogal mager bezet, met slechts tien starters in de 250cc-race, 25 in de 125cc-race, achttien in de 50cc-race en acht in de zijspanrace. Er werd ook een race om de Spaanse Formula Junior 250-klasse verreden, die werd gewonnen door Ricardo Fargas met een Mototrans Ducati.

## 250cc-klasse

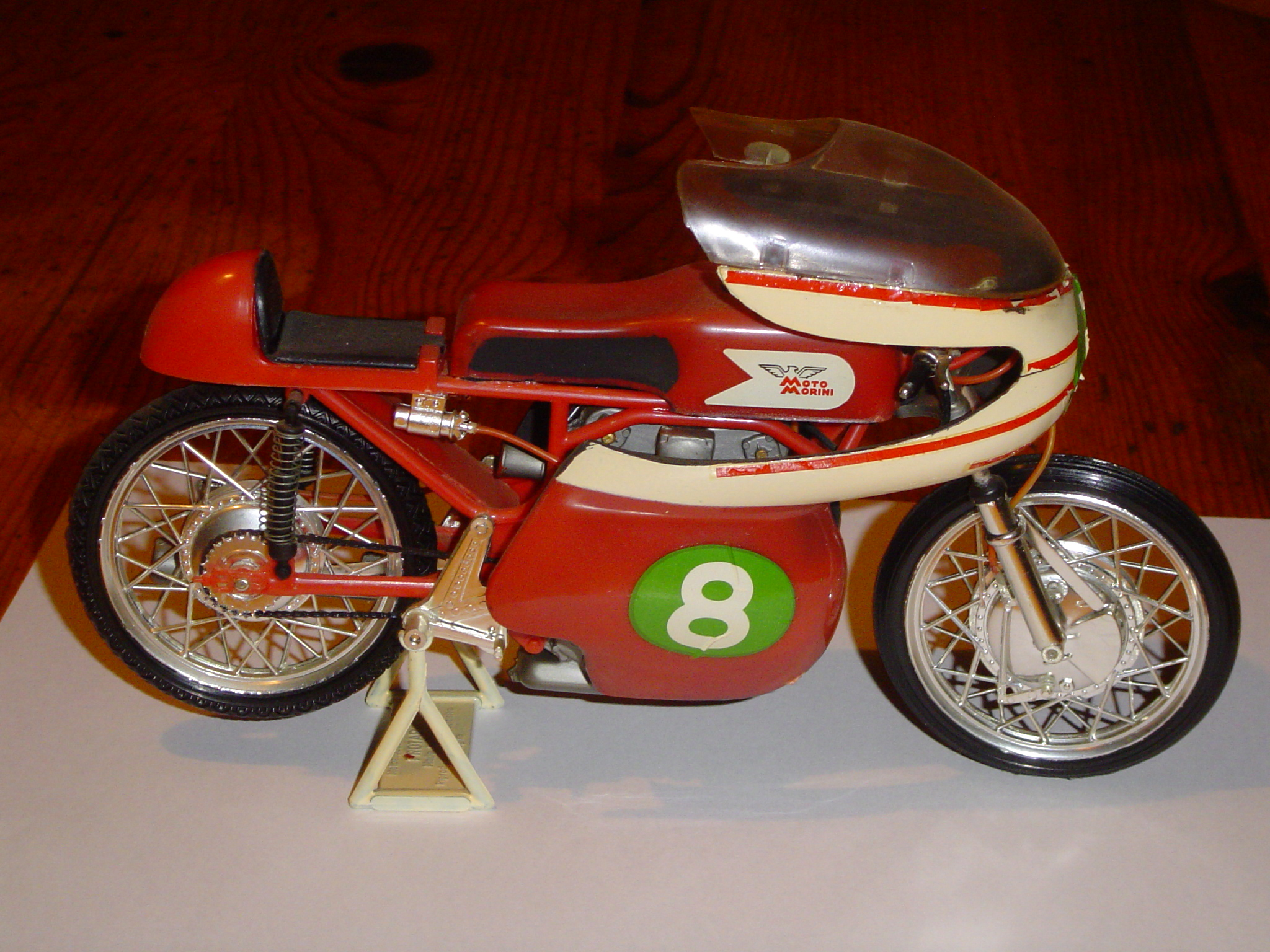
Tarquinio Provini's Moto Morini 250 Bialbero (hier als schaalmodel)

Honda had haar RC 163 uit 1962 niet doorontwikkeld. Het verwachtte enige tegenstand van de Yamaha RD 56, waarmee Fumio Ito in de Japanse Grand Prix van 1962 derde was geworden, maar Yamaha kwam niet naar Spanje. Des te groter was de verrassing van Tarquinio Provini, die met zijn eencilinder Moto Morini 250 Bialbero te snel was voor de Honda's, die met Jim Redman, Tommy Robb, Kunimitsu Takahashi en Luigi Taveri de volgende plaatsen bezetten.
| Pos | Coureur             | Merk      | Tijd       | Pnt |
| --- | ------------------- | --------- | ---------- | --- |
| 1   | Tarquinio Provini   | Morini    | 1:04"07'04 | 8   |
| 2   | Jim Redman          | Honda     | +20'38     | 6   |
| 3   | Tommy Robb          | Honda     | +1"01'18   | 4   |
| 4   | Kunimitsu Takahashi | Honda     | +1"36'18   | 3   |
| 5   | Luigi Taveri        | Honda     | +1 ronde   | 2   |
| 6   | Gilberto Milani     | Aermacchi | +1 ronde   | 1   |
| 7   | José Maria Busquets | Montesa   | +2 ronden  |     |
| 8   | Giuseppe Visenzi    | Aermacchi | +3 ronden  |     |

| Coureur        | Merk    | Oorzaak |
| -------------- | ------- | ------- |
| Enrique Sirera | Montesa |         |

| Coureur          | Merk              | Oorzaak    |
| ---------------- | ----------------- | ---------- |
| Ivan Schumann    | NSU               | [ 1 ]      |
| Raúl Kissling    | NSU               | [ 1 ]      |
| Jack Findlay     | Mondial           |            |
| Stanislav Malina | CZ                |            |
| Alan Shepherd    | MZ                |            |
| Bill Smith       | Honda             |            |
| Chris Anderson   | Aermacchi         |            |
| John Kidson      | Cotton-Moto Guzzi |            |
| Mike Hailwood    | MZ                |            |
| Phil Read        | Yamaha            | Teambeleid |
| László Szabó     | MZ                |            |
| Silvio Grassetti | Benelli           |            |
| Umberto Masetti  | Morini            | [ 1 ]      |
| Fumio Ito        | Yamaha            | Teambeleid |
| Hiroshi Hasegawa | Yamaha            | Teambeleid |
| Isamu Kasuya     | Honda             |            |
| Yoshikazu Sunako | Yamaha            | Teambeleid |
| Cas Swart        | Honda             |            |
| Carlos Marfetan  | Parilla           | [ 1 ]      |

## 125cc-klasse
Zonder de uitgevallen Hugh Anderson met zijn Suzuki RT 63 ging het gevecht om de overwinning tussen Luigi Taveri en Jim Redman. Dat mondde uit in een sprint naar de eindstreep, die door Taveri gewonnen werd. Kunimitsu Takahashi werd derde.
| Pos | Coureur              | Merk     | Tijd      | Pnt |
| --- | -------------------- | -------- | --------- | --- |
| 1   | Luigi Taveri         | Honda    | 55"53'62  | 8   |
| 2   | Jim Redman           | Honda    | +0'36     | 6   |
| 3   | Kunimitsu Takahashi  | Honda    | +25'79    | 4   |
| 4   | Peter Inchley        | EMC      | +53'95    | 3   |
| 5   | Francisco González   | Bultaco  | +54'27    | 2   |
| 6   | Mike Duff            | Bultaco  | +1"21'40  | 1   |
| 7   | Bert Schneider       | Suzuki   | +1"41'42  |     |
| 8   | José Medrano         | Bultaco  | +1 ronde  |     |
| 9   | Franco Farné         | Ducati   | +1 ronde  |     |
| 10  | Dan Shorey           | Bultaco  | +1 ronde  |     |
| 11  | César Gracia         | Lube-NSU | +2 ronden |     |
| 12  | Ramiro Blanco        | Bultaco  | +2 ronden |     |
| 13  | Hans Georg Anscheidt | Bultaco  | +5 ronden |     |
| 14  | Juan Antonio Bilbao  | Bultaco  | +8 ronden |     |

| Coureur       | Merk    | Oorzaak |
| ------------- | ------- | ------- |
| Jan Huberts   | Bultaco |         |
| Hugh Anderson | Suzuki  |         |

| Coureur              | Merk    | Oorzaak |
| -------------------- | ------- | ------- |
| Alberto Gómez        | Zanella | [ 1 ]   |
| Aldo Caldarella      | Bultaco | [ 1 ]   |
| Héctor Pochettino    | Bultaco | [ 1 ]   |
| Horacio Maffia       | Ducati  | [ 1 ]   |
| Juan Carlos Salatino | Zanella | [ 1 ]   |

| Coureur              | Merk    |
| -------------------- | ------- |
| Frank Perris         | Suzuki  |
| Stanislav Malina     | CZ      |
| Werner Musiol        | MZ      |
| Ernst Degner         | Suzuki  |
| Jean-Pierre Beltoise | Bultaco |
| Alan Shepherd        | MZ      |
| Gary Dickinson       | Honda   |
| Tommy Robb           | Honda   |
| John Grace           | Bultaco |
| László Szabó         | MZ      |
| Giuseppe Visenzi     | Honda   |
| Mitsuo Itoh          | Suzuki  |

## 50cc-klasse
In de 50cc-race wist Hans Georg Anscheidt (Kreidler RS) pas in de laatste ronde langs Hugh Anderson (Suzuki RM 63) te komen. José Maria Busquets werd met zijn Derbi derde.
| Pos | Coureur              | Merk     | Tijd      | Pnt |
| --- | -------------------- | -------- | --------- | --- |
| 1   | Hans Georg Anscheidt | Kreidler | 31"23'02  | 8   |
| 2   | Hugh Anderson        | Suzuki   | +1'43     | 6   |
| 3   | José Maria Busquets  | Derbi    | +34'77    | 4   |
| 4   | Isao Morishita       | Suzuki   | +54'82    | 3   |
| 5   | Alberto Pagani       | Kreidler | +1"12'98  | 2   |
| 6   | César Gracia         | Ducson   | +1"29'48  | 1   |
| 7   | Franco Farné         | Derbi    | +1"30'10  |     |
| 8   | Andrés Magaz         | Derbi    | +1"30'33  |     |
| 9   | Juan Antonio Bilbao  | Derbi    | +1 ronde  |     |
| 10  | Ramiro Blanco        | Derbi    | +1 ronde  |     |
| 11  | "Zippo"              | Derbi    | +3 ronden |     |

| Coureur       | Merk   | Oorzaak |
| ------------- | ------ | ------- |
| Ernst Degner  | Suzuki |         |
| Michio Ichino | Suzuki |         |
| Mitsuo Itoh   | Suzuki |         |

| Coureur            | Merk     | Oorzaak    |
| ------------------ | -------- | ---------- |
| Karaber Samardjian | Suzuki   | [ 1 ]      |
| Raúl Kissling      | Kreidler | [ 1 ]      |
| Luigi Taveri       | Honda    | Teambeleid |
| Sadao Shimazaki    | Honda    | Teambeleid |
| Gastón Biscia      | Suzuki   | [ 1 ]      |

| Coureur              | Merk     |
| -------------------- | -------- |
| Matti Salonen        | Prykija  |
| Jean-Pierre Beltoise | Kreidler |
| Ian Plumridge        | Honda    |
| Shunkishi Masuda     | Suzuki   |

## Zijspanklasse
Regerend wereldkampioenen Max Deubel/Emil Hörner wonnen de Spaanse GP met zeventien seconden voorsprong op Otto Kölle/Dieter Hess. Florian Camathias/Alfred Herzig werden met hun door Helmut Fath ontwikkelde Fath Camathias Special derde.
| Pos | Coureur           | Bakkenist      | Merk      | Tijd      | Pnt |
| --- | ----------------- | -------------- | --------- | --------- | --- |
| 1   | Max Deubel        | Emil Hörner    | BMW       | 57"27'28  | 8   |
| 2   | Otto Kölle        | Dieter Hess    | BMW       | +16'97    | 6   |
| 3   | Florian Camathias | Alfred Herzig  | FCS       | +49'50    | 4   |
| 4   | Alan Birch        | Peter Birch    | BMW       | +2 ronden | 3   |
| 5   | Georg Auerbacher  | Beno Heim      | BMW       | +2 ronden | 2   |
| 6   | Colin Seeley      | Wally Rawlings | Matchless | +2 ronden | 1   |

| Coureur               | Bakkenist     | Merk | Oorzaak |
| --------------------- | ------------- | ---- | ------- |
| Fritz Scheidegger     | John Robinson | BMW  |         |
| Heinz Luthringshauser | Onbekend      | BMW  |         |

| Coureur           | Bakkenist                     | Merk | Oorzaak |
| ----------------- | ----------------------------- | ---- | ------- |
| Claude Lambert    | Gottfried Rüfenacht           | BMW  |         |
| Arsenius Butscher | Alfred Leissing / Walter Popp | BMW  |         |
| Ferdinand Breu    | Hans Gösch                    | BMW  |         |
| Chris Vincent     | Keith Scott                   | BSA  |         |
| Jackie Beeton     | Eddie Bulgin                  | BMW  |         |

1950 · 1951 · 1952 · 1953 · 1954 · 1955 · 1957 · 1958 · 1959 · 1960 · 1961 · 1962 · 1963 · 1964 · 1965 · 1966 · 1967 · 1968 · 1969 · 1970 · 1971 · 1972 · 1973 · 1974 · 1975 · 1976 · 1977 · 1978 · 1979 · 1980 · 1981 · 1982 · 1983 · 1984 · 1985 · 1986 · 1987 · 1988 · 1989 · 1990 · 1991 · 1992 · 1993 · 1994 · 1995 · 1996 · 1997 · 1998 · 1999 · 2000 · 2001 · 2002 · 2003 · 2004 · 2005 · 2006 · 2007 · 2008 · 2009 · 2010 · 2011 · 2012 · 2013 · 2014 · 2015 · 2016 · 2017 · 2018 · 2019 · 2020 · 2021 · 2022 · 2023 · 2024 · 2025